# Sun Yafang
Sun Yafang (chinês simplificado: 孙亚芳; nascida em 1955)  é uma engenheira e executiva de negócios chinesa. Ela é a presidente mais antiga da Huawei Technologies Co., Ltd., cargo que ocupou de 1999 a 2018.  A partir de 2016, ela é listada como a 38ª mulher mais poderosa do mundo pela Forbes.

## Fundo
Ela obteve seu diploma de bacharel na Universidade de Ciência e Tecnologia Eletrônica da China (UESTC) em 1982. Então, Sun começou a trabalhar como técnica na Xin Fei TV Manufactory. Em 1985, tornou-se engenheira na Beijing Research Institution of Communication Technology. Ela começou sua carreira na Huawei em 1989 e tornou-se presidente da corporação em 1999.
Um relatório de 2011 da CIA afirmou que Sun trabalhava para o Ministério da Segurança do Estado da República Popular da China e a ligava aos militares chineses.
Em março de 2018, Sun Yafang deixou o cargo de presidente da Huawei após dezenove anos e foi substituída por Liang Hua.

## Prêmios
Em maio de 2012, ela recebeu o Prêmio Mundial de Telecomunicações e Sociedade da Informação da União Internacional de Telecomunicações.  A partir de 2014, ela é listada como a 81ª mulher mais poderosa do mundo pela Forbes.